# 里希·苏纳克
里希·苏纳克（英語：Yashvir Sunak，發音：/ˈrɪʃiː ˈsuːnæk/；1980年5月12日—），英國保守黨籍政治人物與企業家，曾任保守黨黨魁、反對黨領袖、英国首相。自2015年起當選為約克郡列治文地區的國會議員。
辛偉誠出生於英國漢普郡南安普敦的一個旁遮普人家庭。曾在温切斯特公学就讀，然後在牛津大學林肯学院修讀哲學、政治學及經濟學，後來在斯坦福商学研究生院以福布莱特学友的身份後獲得工商管理碩士（MBA）學位。畢業後，苏纳克在高盛投资银行工作，後來成為对冲基金管理公司TCI的合夥人。
2015年5月，辛偉誠在英國大選中當選為約克郡列治文國會選區的下议院議員，並於2019年7月24日獲指派擔任時任財政大臣薩吉德·賈偉德的財政部首席秘書。2020年2月13日，時任首相鲍里斯·约翰逊進行內閣改組，蘇納克接替薩吉德·賈偉德出任財政大臣。
2022年7月5日，辛偉誠辭去財政大臣一職，並在數日後宣布參選9月舉行的保守黨黨魁選舉，以取代受到執政危機影響辭任首相和黨魁之位的鲍里斯·约翰逊。在黨魁選舉過程裡，蘇納克於國會投票階段票數始終名列第一，但在最後一輪黨員投票階段的票數落後另一位競爭者莉兹·特拉斯而挑戰失利。然而仅隔一个多月，特拉斯帶領內閣上任不久後再次引爆了執政危機，因而被迫辭任首相和黨魁职务。同月，苏纳克再度宣布参选並以壓倒性優勢自動當選黨魁，成為英國史上首位非白人、亚裔、印度裔及印度教教徒的首相，也是自兩百年前的小威廉·皮特和利物浦伯爵以來最年輕的首相（42歲）。

## 早年生活
苏纳克在1980年5月12日出生於漢普郡南安普敦的南安普敦綜合醫院，他是亞什維爾·苏纳克（Yashvir Sunak）與烏沙·苏纳克（Usha Sunak）之子。苏纳克家族屬於卡特里（Khatri）種姓，是一種剎帝利，他的祖父母都出生在印度旁遮普邦，並在1960年代由东非移民到英國。他的父親亞什維爾是一名普通科醫師，而他的母親烏沙則是在當地營運藥房的藥劑師。苏纳克是家中的長子，而他的家中共有三兄弟姐妹。
苏纳克在寄宿男校温切斯特公学就讀，並是該校的學生代表。他其後在牛津大学林肯学院修讀哲學、政治學及經濟學，並於2001年以一等学位畢業。2006年，他以福布莱特学友的身份獲得斯坦福商学研究生院的工商管理碩士學位。

## 從商
從2001年到2004年，苏纳克在高盛投資銀行擔任分析師。他其後在對沖基金管理公司TCI任職，並在2006年9月成為公司的合伙人。他在2009年離開TCI，並加入了他的舊同事在2010年10月以7億美元開立的新對沖基金公司塞利姆与合伙人（Theleme Partners）。苏纳克也曾在他的岳父印度商人纳拉亚纳·穆尔蒂開立的投資公司長筏風險投資（Catamaran Ventures）任職。

## 從政

### 國會議員
2014年10月，苏纳克被選定為列治文（約克郡）國會選區的保守黨候選人。該選區先前由前保守黨黨魁及前外交大臣夏偉林出任議員，惟夏偉林選擇不再在下一次大選中競選連任。同年，他成為政策交流委員會智庫黑人及少數族裔研究組的領導，並參與了一份有關英國黑人及少數族裔的報告的合寫。他在2015年的大選當選為列治文（約克郡）國會選區議員，並取得了19,550票多數票（得票率36.2%）。他在該屆國會中參與了環境、食品和鄉村事務委員會。
苏纳克在2016年6月舉行的英國去留歐盟公投中支持英國退出欧洲联盟（脫歐）。同年，他為撒切尔主义智庫政策研究中心撰寫了一份支持在英國脫歐後設立自由港的報告。翌年，他撰寫了一份支持為中小型企業設立零售債券市場的報告。
苏纳克在2017年的大選當選連任，並獲得23,108票多數票（得票率40.5%），比上次大選取得更多的多數票。他自2018年1月9日起至2019年7月24日出任地方政府事務副國務大臣。他投票贊成時任英国首相文翠珊的脱歐協議，並投票反對進行第二次脫歐公投。他在2019年的保守黨黨魁選舉中支持鲍里斯·约翰逊成為黨魁，並和他的國會議員朋友羅伯特·詹里克和奧利佛·道登在約翰遜於當年6月競選期間在《泰晤士报》共同撰文支持約翰遜。
苏纳克在2019年的大選再度當選連任，並獲得27,210票多數票（得票率47.2%），比上次大選取得更多的多數票。他在競選期間代表保守黨出席英国广播公司和獨立電視台舉辦的7次選舉辯論。

### 財政部

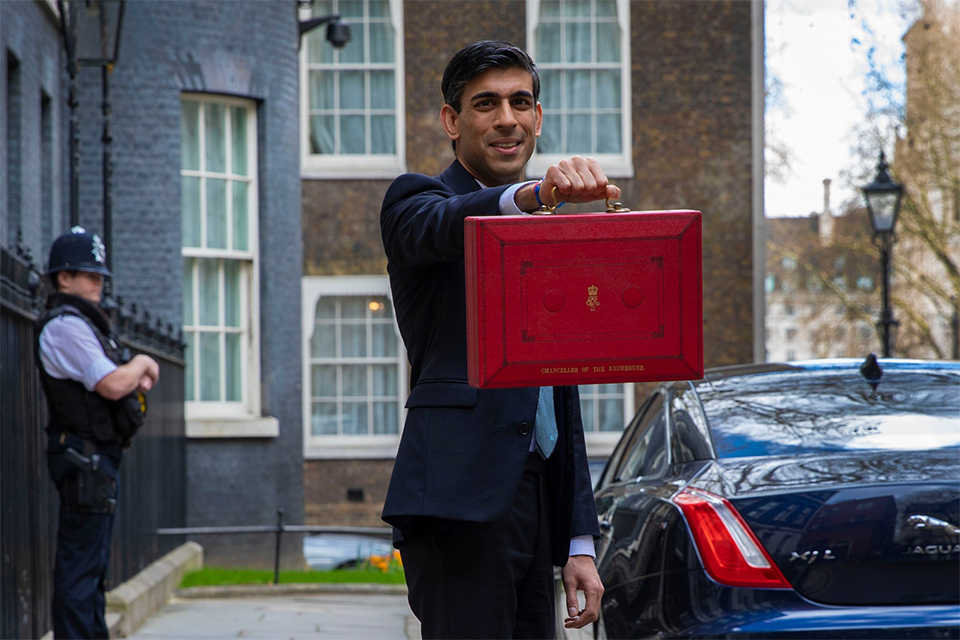
攝於2020年，財政大臣任職期間

2019年7月24日，英國首相約翰遜任命苏纳克為財政部首席秘書。苏纳克在翌日隨即成為英國樞密院的成員之一。2020年2月13日，薩吉德·賈偉德因為被約翰遜要求辭退所有特別顧問而辭職。苏纳克在同日隨即因應内閣改組升任財政大臣。
2020年3月11日，苏纳克宣讀他的首份財政預算案。該財政預算案包括300億英鎊的額外開支，其中120億英鎊用於減輕COVID-19大流行對英國帶來的經濟影響。3月17日不到一周的時間裡，苏纳克公佈了包括由政府提供的3,300億英鎊企業貸款及延長商業稅減免措施等應對大流行的緊急措施。3月20日，苏纳克公佈了給予無法工作且列入於其雇主的工資單的雇員其工資的80%（最高2,500英鎊）的措施，是英國政府首次推出如此的員工保留計劃。
2022年7月5日，因在委任克里斯托弗·平彻一事上與約翰遜產生分歧，苏纳克辭去財政大臣職務。

### 保守黨黨魁

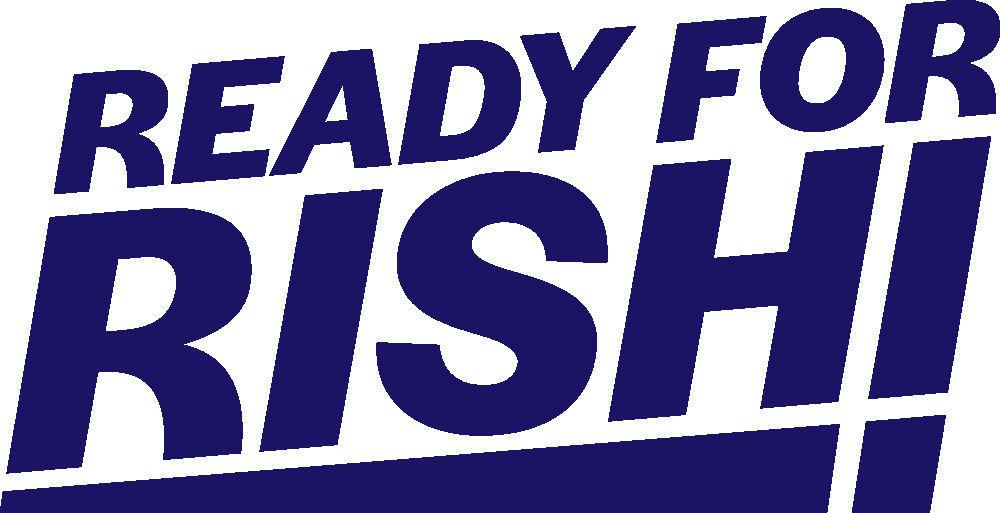
里希·苏纳克於2022年9月英國保守黨黨魁選舉的競選標誌

2022年9月，雖然苏纳克在英國保守黨黨魁選舉在议会投票中位列第一，但於黨員投票階段落後於卓慧思而挑戰失敗。
2022年10月20日，英國首相卓慧思宣布辭任保守黨黨魁。消息指，苏纳克、保守黨下議院領袖莫佩琳及前首相鮑里斯·強森有意角逐黨魁。但至23日，強森宣布為了維持保守黨團結而退選，禮讓蘇納克。此時莫佩琳僅獲不到30位保守黨國會議員公開表態支持，但苏纳克已有超過百位、逾4成保守黨國會議員支持，于24日宣布當選為英國保守黨黨魁，並於次日接任首相一職。
2023年4月，英国议会标准事务专员开始对苏纳克进行调查。调查涉及苏纳克的妻子在一家儿童保育机构中持有的股份，该机构可能从英国政府预算中的一项政策受益。

## 首相

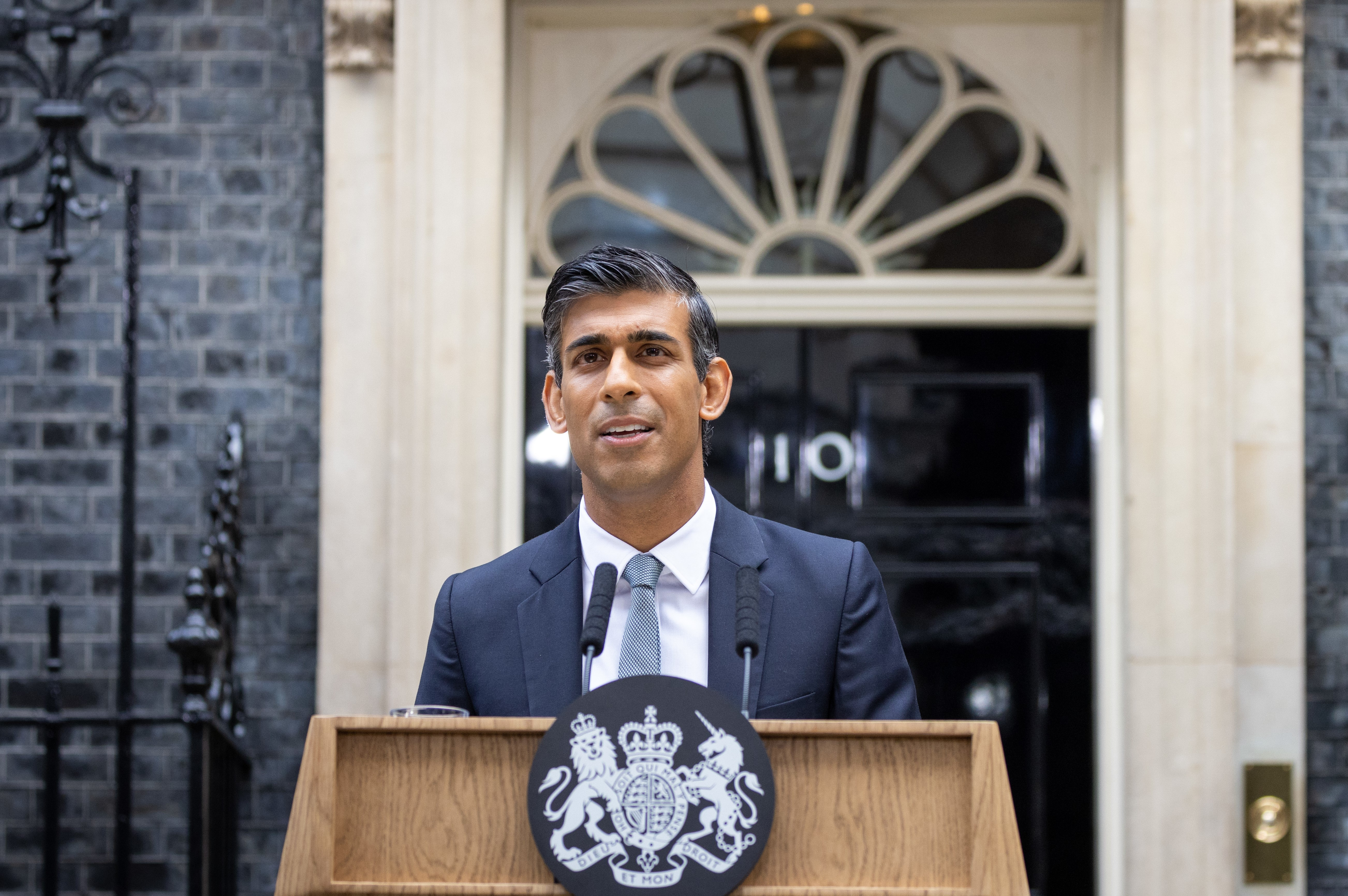
2022年10月25日，苏纳克担任首相后在唐寧街10號首次讲话

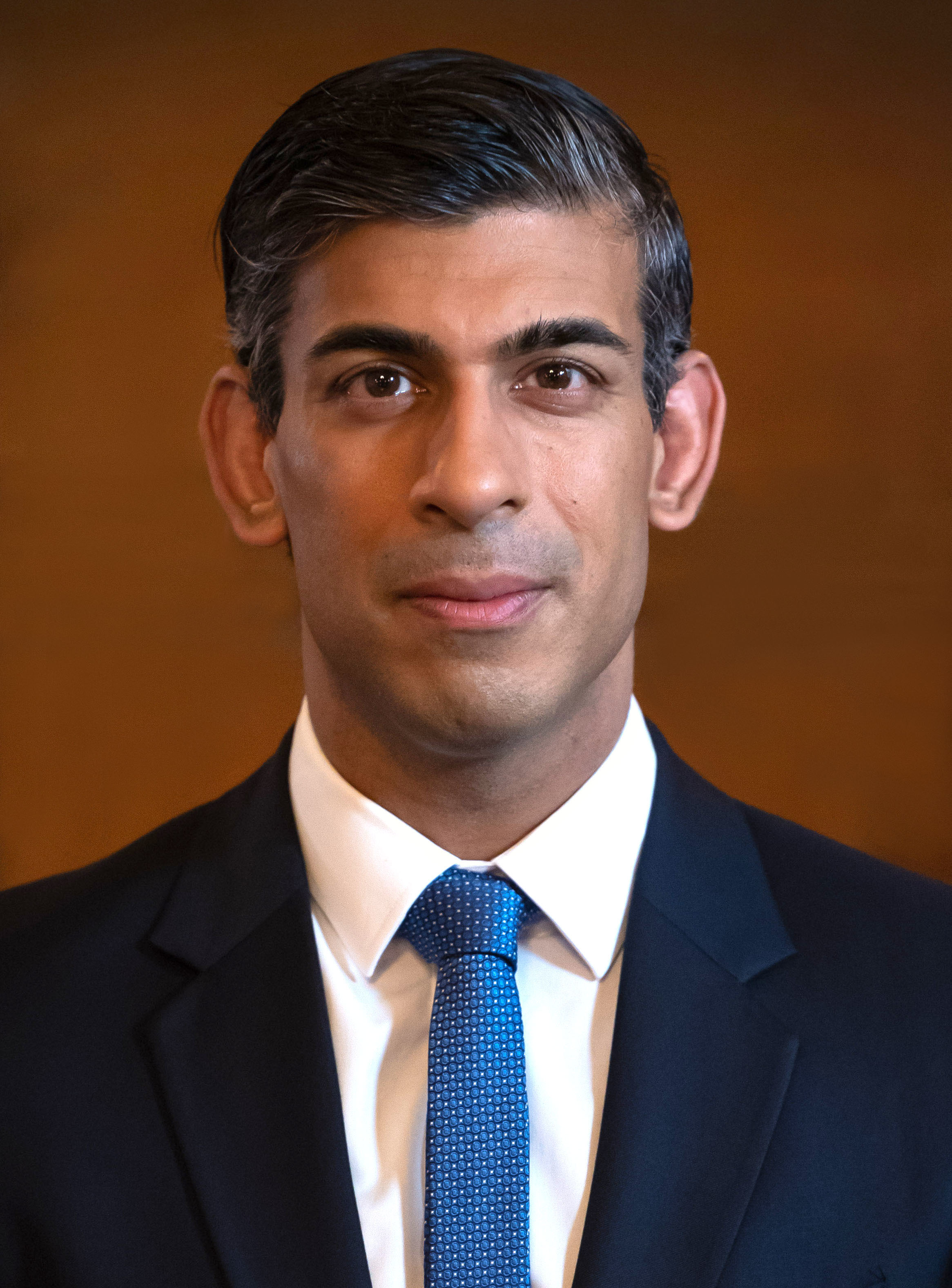
英國首相任內的苏纳克，2022年

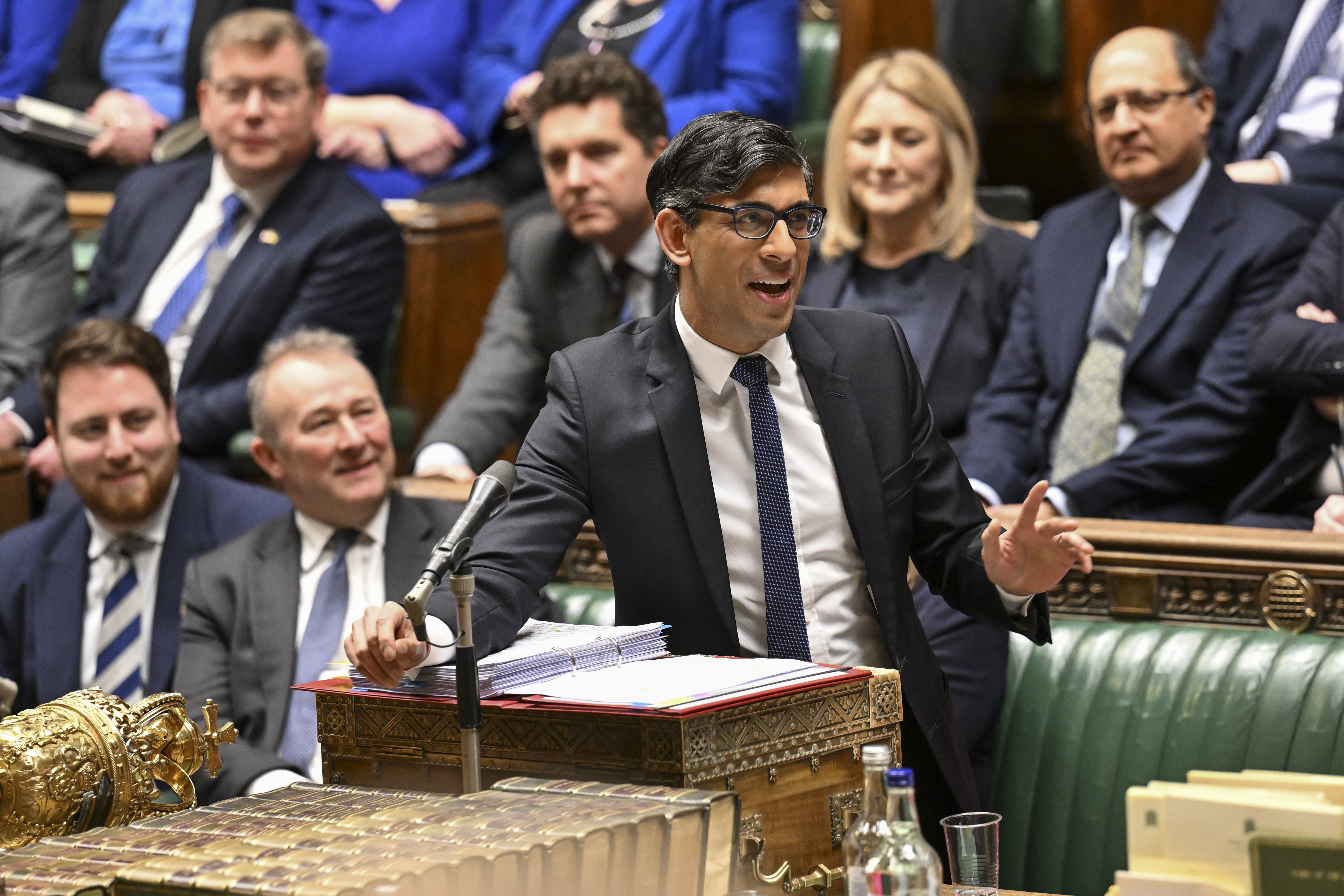
苏纳克於2024年2月7日的首相答問環節发表讲话。

苏纳克成为下议院多数党领袖后于2022年10月25日被国王查尔斯三世任命为首相，成为首位非白人首相。42岁的苏纳克成为自1812年的第二代利物浦伯爵罗伯特·詹金逊以来最年轻的首相。苏纳克在担任首相后的首次讲话中表示，特拉斯希望促进增长“并没有错”，我“钦佩她创造变革的精神”，但我也承认她“犯了一些错误”，而我当选首相的部分原因是为了纠正这些错误：
我将把稳定经济置于本届政府议程的核心。我将付出行动而非紙上談兵团结我们的国家。我将日复一日地努力为您服务。本届政府将在各个层面上保持正直、专业和责任感。信任是靠努力赢得的。而我也将赢得你们的信任。

### 内阁

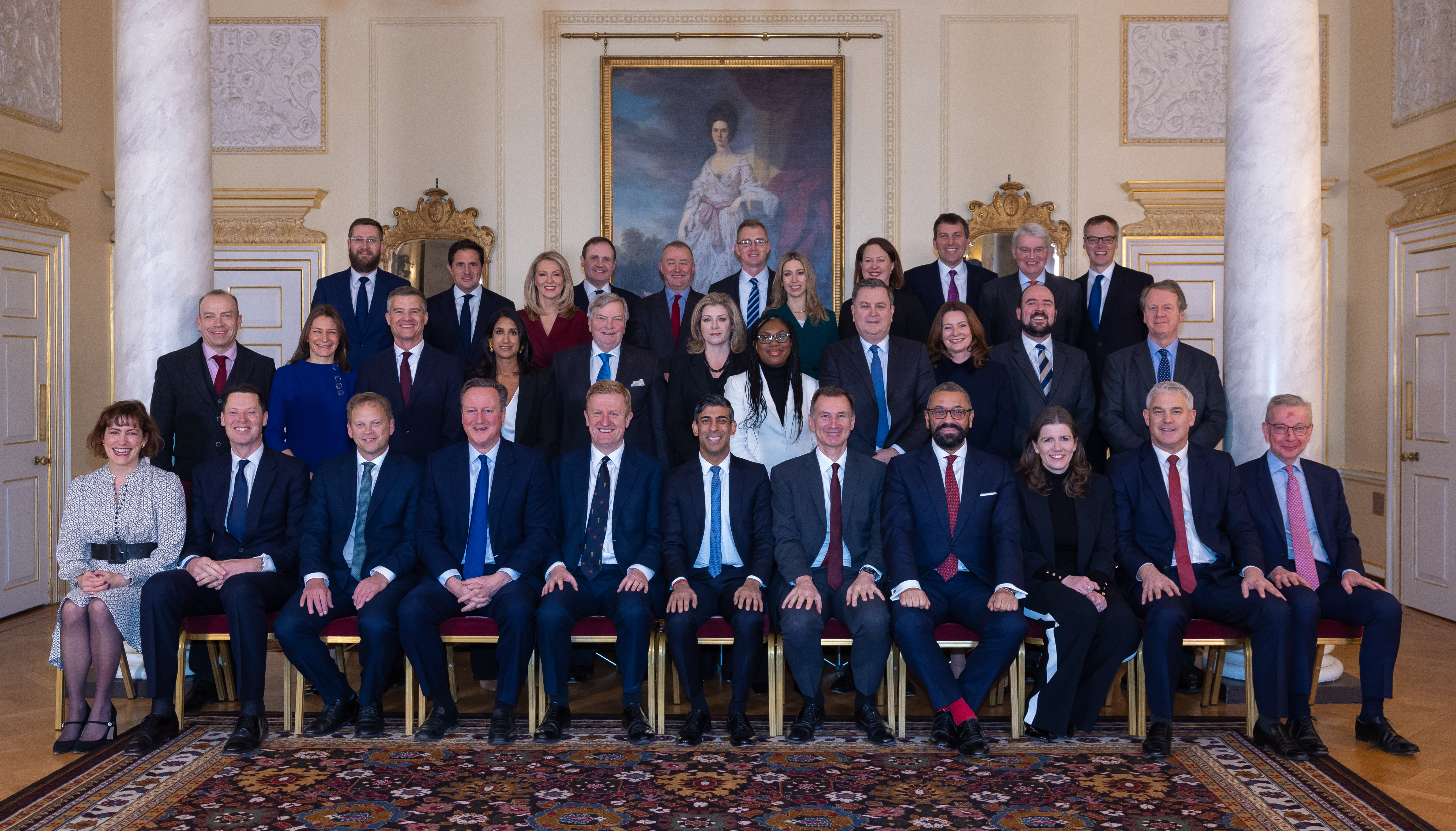
摄于2024年1月9日苏纳克内阁的合照

苏纳克出任首相后任命杰里米·亨特为财政大臣，多米尼克·拉布再次被任命为副首相兼司法大臣，后于2023年4月辞去上述职务，由奥利佛·道登接任。詹姆斯·克莱弗利被任命为外交大臣，苏拉·布雷弗曼被任命为内政大臣。本·华莱士被任命为国防大臣。迈克尔·戈夫被任命为升级大臣，格兰特·沙普斯被任命为商业、能源和工业战略大臣，彭妮·莫当特成为下议院领袖兼枢密院议长。其他重要任命包括西蒙·哈特出任财政部国务大臣兼下议院首席党鞭，纳齐姆·扎哈维出任保守党主席，特蕾丝·科菲出任环境大臣，梅尔·斯特里德出任就业和养老金大臣，马克·哈珀出任交通大臣。

#### 改組
2023年2月，苏纳克首次對内阁改组。改組后的新部门包括商业和贸易部、能源安全和净零排放部以及科学、创新和技术部。国际贸易部和商业、能源和工业战略部被拆分并合并到其他部门。在第一次改组中加入内阁的部长包括格雷格·汉兹，他接替扎哈维担任主席，后来辞职，由理查德·霍尔登接任。露西·弗雷泽接替多尼兰成为文化、媒体和体育大臣。雷切尔·麦克莱恩离开后座议员，加入了住房和社区部。苏纳克最后一次内阁改组是在2023年11月，前首相戴维·卡梅伦在离开政坛七年后重返政府，接替詹姆斯·克莱弗利担任外交大臣。布雷弗曼和科菲也退出政府，汉兹退出内阁，劳拉·特洛特被任命为财政部首席秘书。

### 外交政策

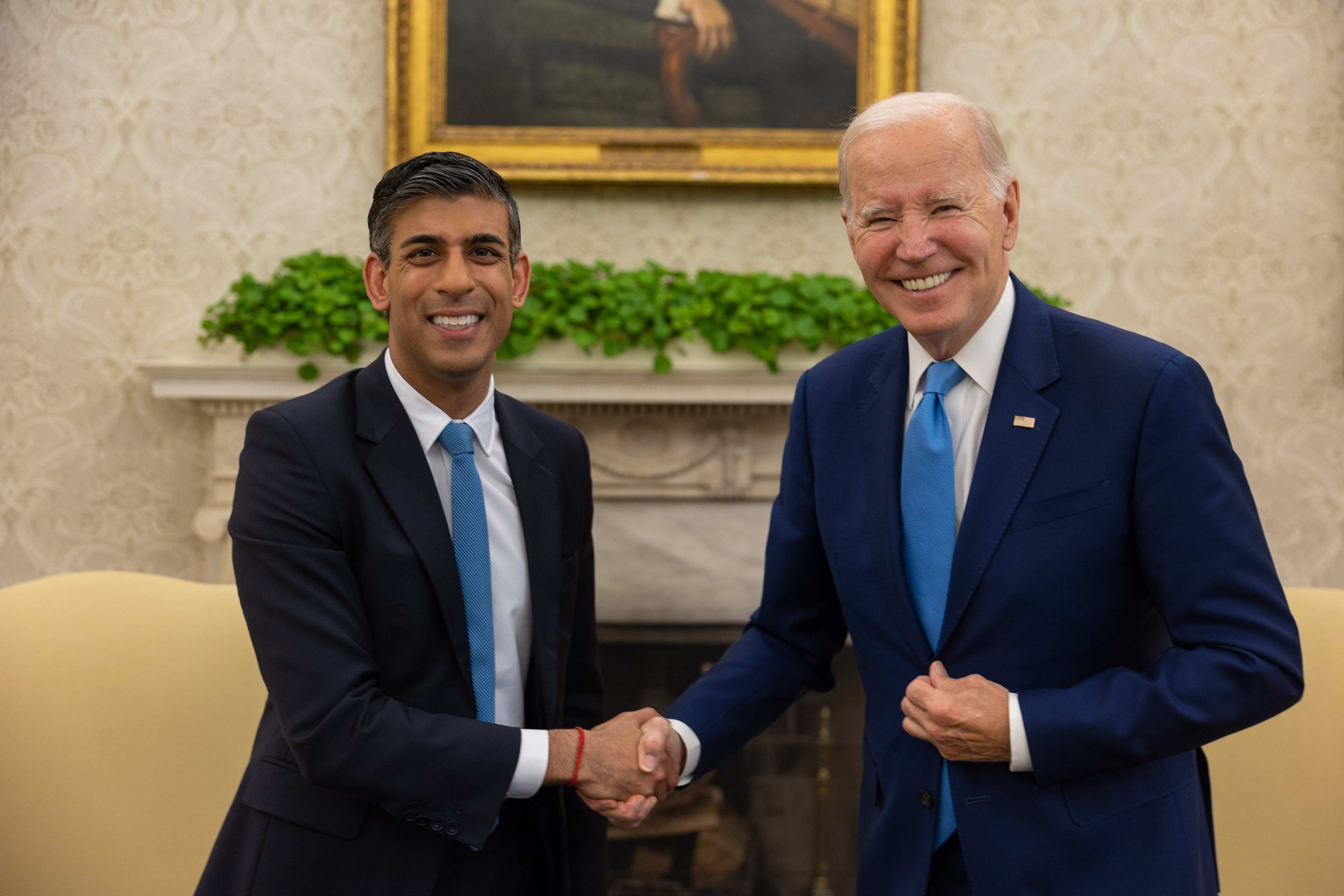
2023年6月8日，苏纳克和美国总统乔·拜登在白宫会面。

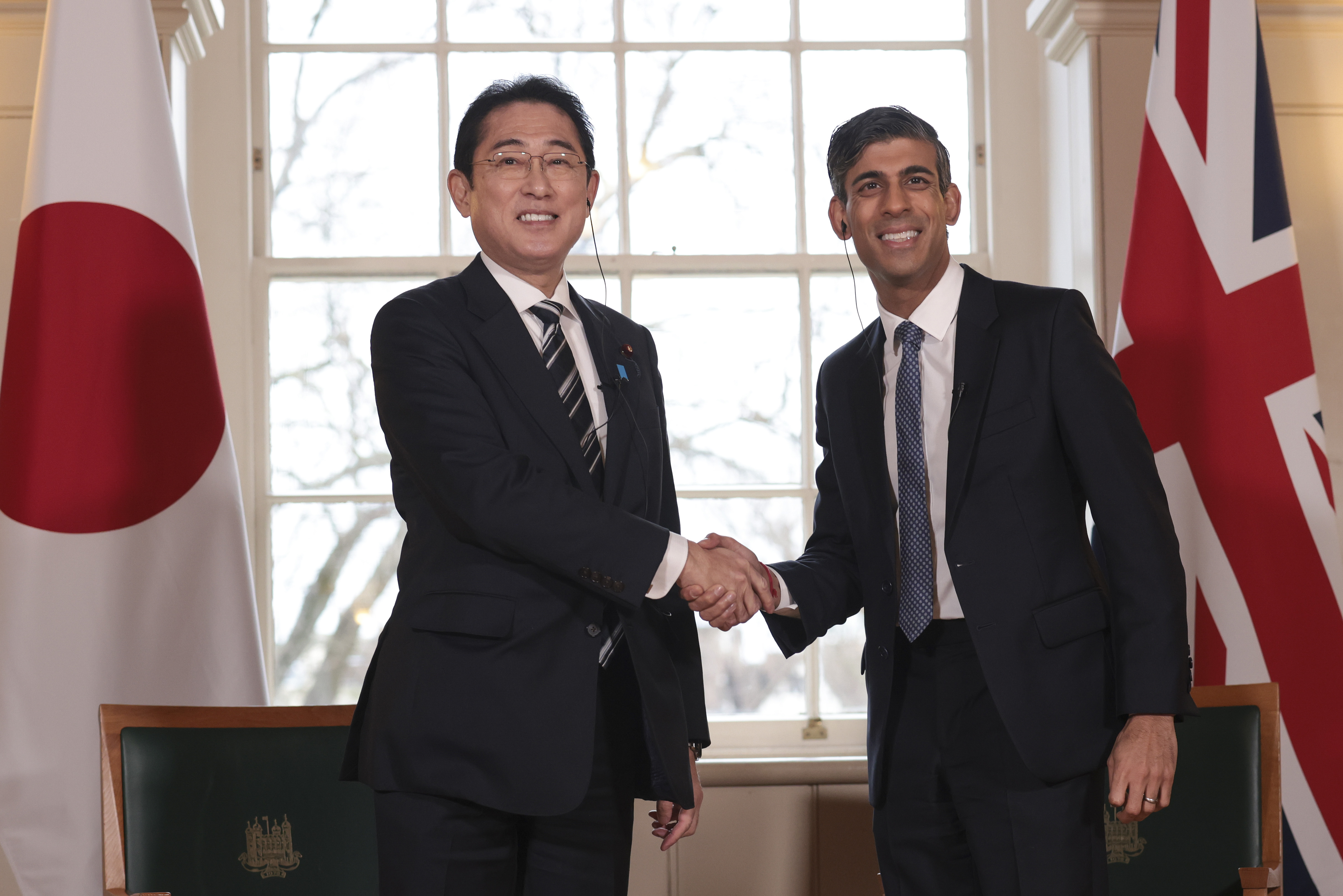
2023年1月，苏纳克与日本首相岸田文雄会面。

2023年2月，苏纳克与欧盟就北爱尔兰贸易安排达成了一项拟议协议，该协议被称为《温莎框架》。2月27日，苏纳克向下议院发表声明，称拟议协议“保护了北爱尔兰在我们联合王國的地位”。3月22日，即议会投票日，22名保守党议员和6名民主统一党议员投票反对政府立法。投票最终以515票对29票通过。

#### 卢旺达庇护计划

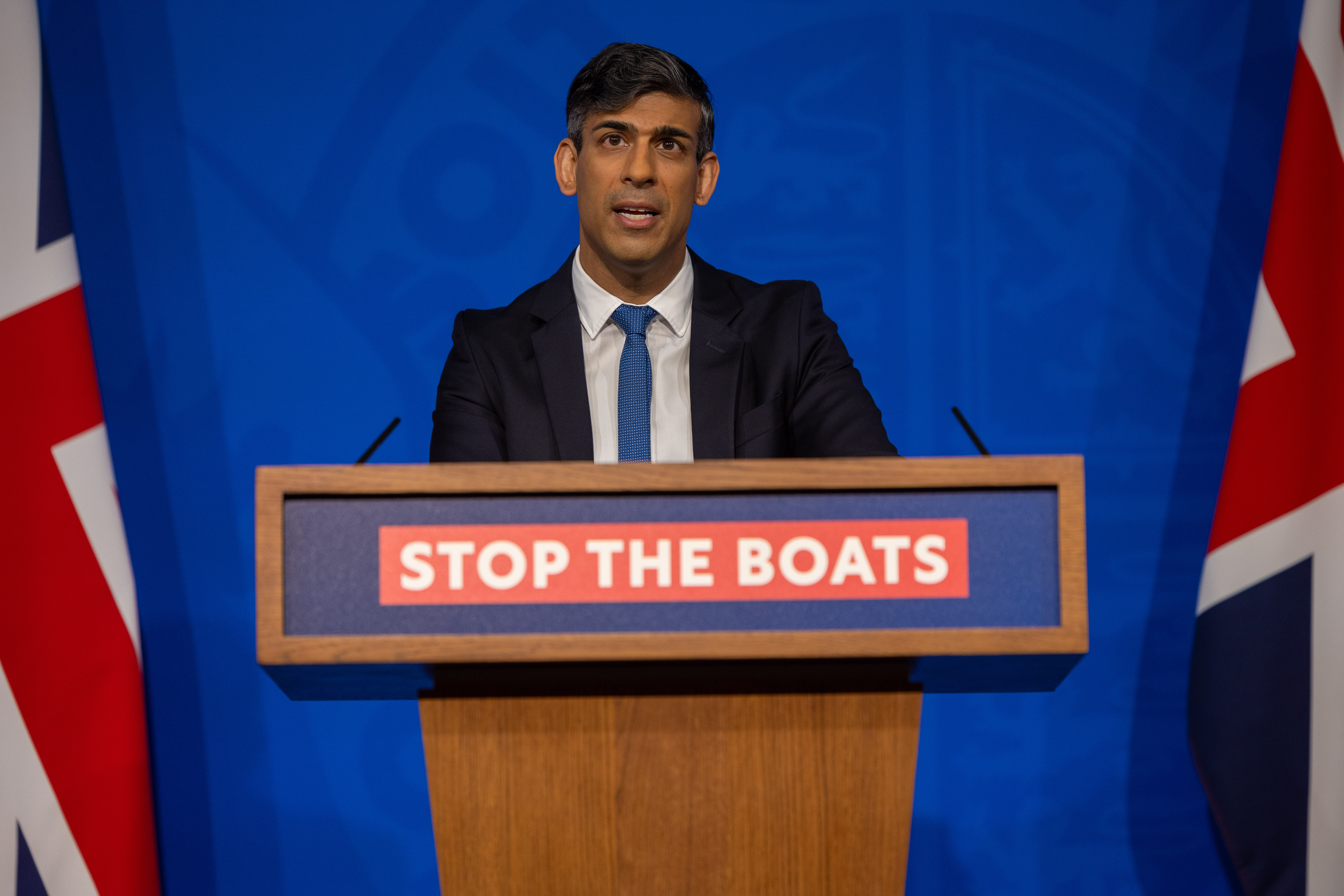
2024年4月22日，苏纳克就卢旺达庇护计划举行新闻发布会。

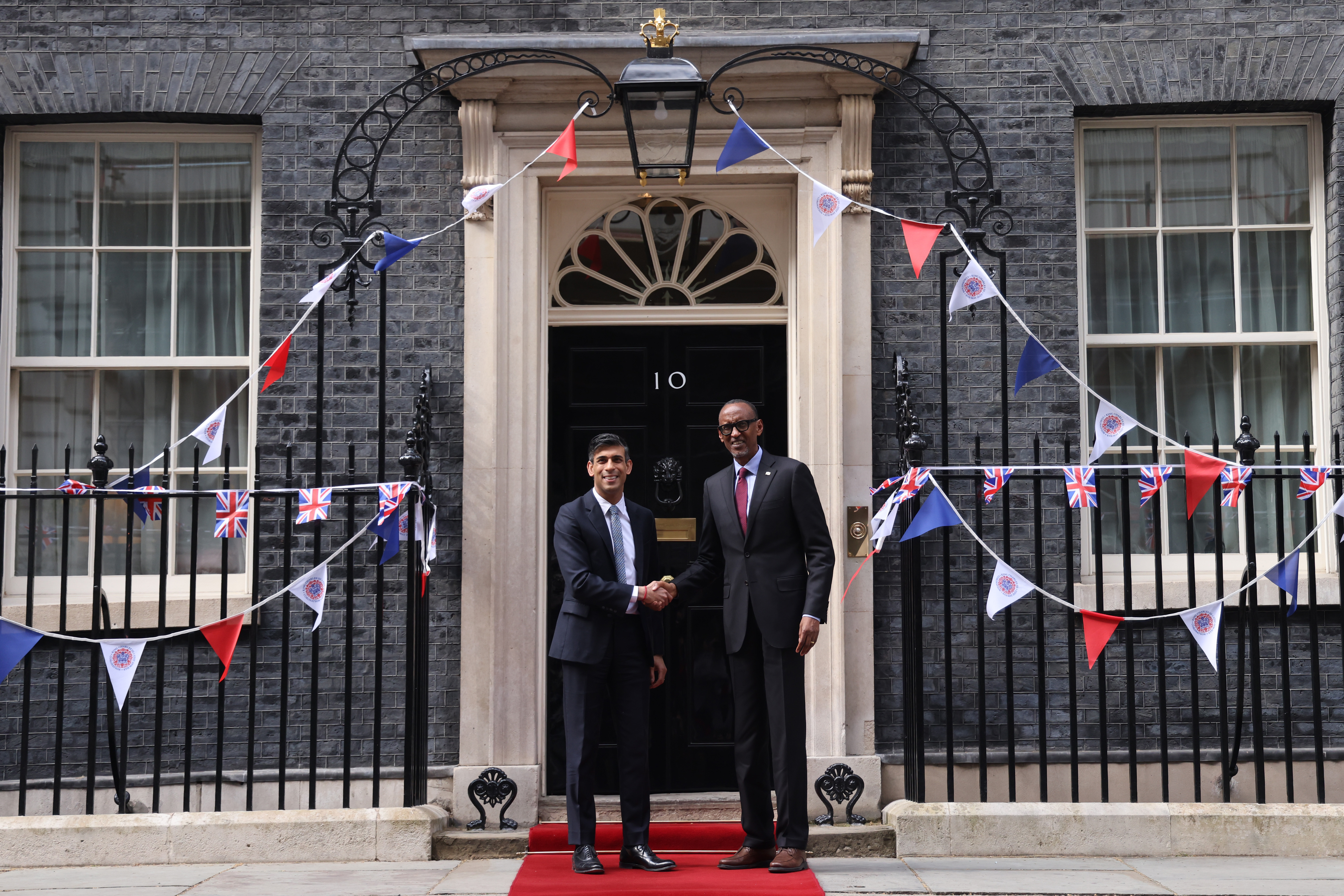
苏纳克在唐宁街会见卢旺达总统保罗·卡加梅。

2019年，时任首相鲍里斯·约翰逊承诺会将移民人数减少到每年25万以下，苏纳克成为首相后表示，他会在2023年优先打击非法移民而非增加合法移民的条件。2023年，近3万名无证移民乘坐小船穿越英吉利海峡进入英国。2022年，英国的长期净移民人数（移民人数减去移出人数）达到创纪录的76.4万人，其中合法移民人数为126万人，移出人数为49.3万人。2023年来到英国的121.8万合法移民中，只有10%是欧盟国民。
苏纳克決定继续执行卢旺达庇护计划，将寻求庇护者和非法移民送往卢旺达进行处理。2023年6月，该计划因对国际法和遣返后果（对被送往卢旺达的人进行迫害）的担忧而被英格兰和威尔士上诉法院暫停，苏纳克表示會向英国最高法院提出上诉。
2023年11月15日，最高法院维持裁决，宣布该计划違憲。苏纳克隨即派外交大臣前往卢旺达，与卢旺达谈判防止驱回的条约，该条约现须得到英国和卢旺达议会的批准。政府还提出了《卢旺达安全（庇护和移民）法案》，赋予部长权力不适用《1998年人权法案》的部分内容和某些国际法，以允许他们根据英国法律宣布卢旺达为安全国家。该法案受到党内许多右翼人士的批评，称其做得不够好，导致移民事務大臣罗伯特·詹里克辞职。

#### 俄罗斯入侵乌克兰

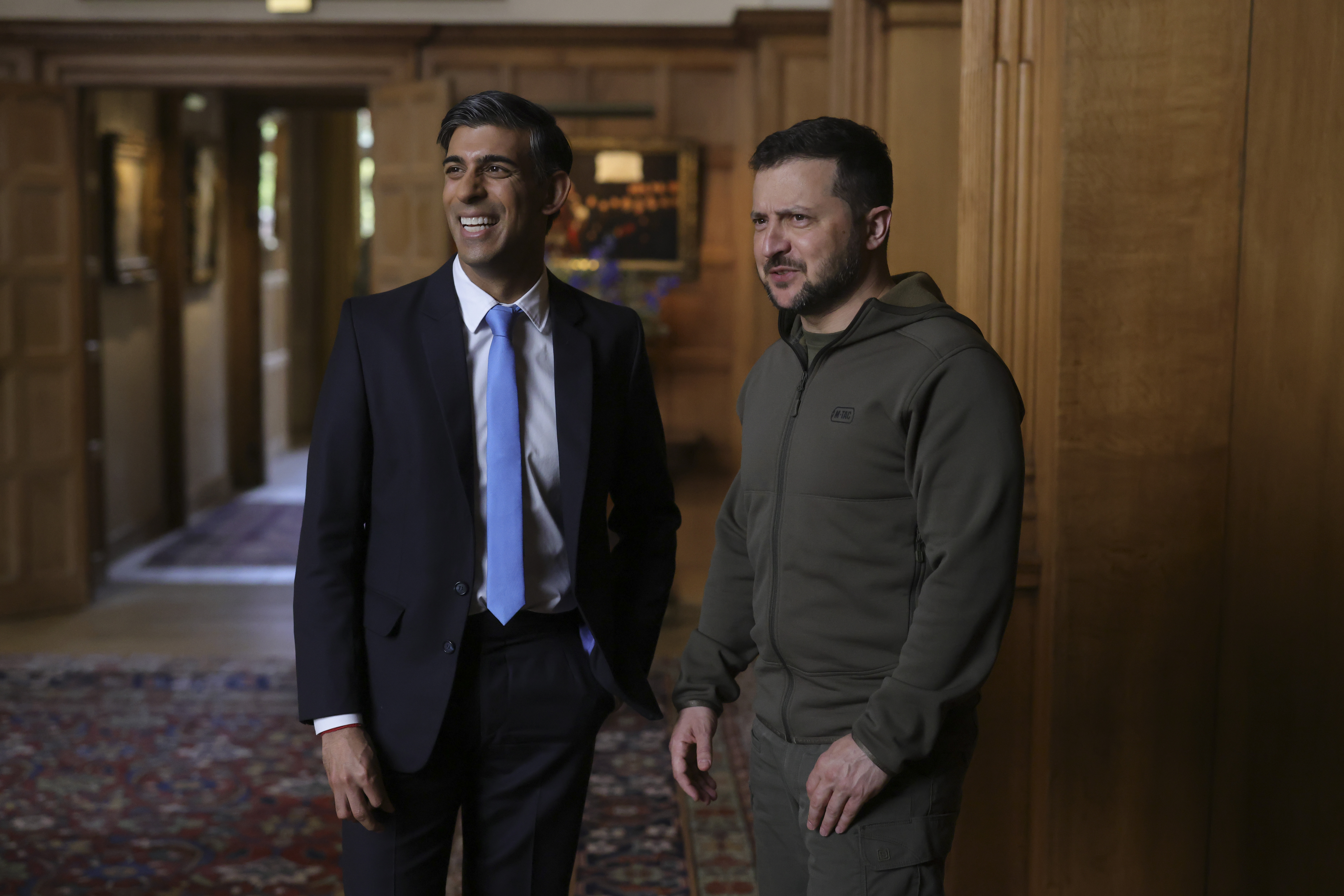
苏纳克与乌克兰总统弗拉基米尔·泽连斯基在契克斯会面。

2022年导弹击中波兰事件后，苏纳克会见了美国总统乔·拜登并就此发表了讲话。苏纳克随后会见了乌克兰总统弗拉基米尔·泽连斯基，并承诺向乌克兰提供5000万英镑援助。在与泽连斯基会面后，苏纳克表示：“我为英国从一开始就与乌克兰站在一起感到自豪。我今天在这里要说的是，英国和我们的盟友将继续与乌克兰站在一起，为结束这场野蛮的战争和实现公正及和平而战。” 
2024年1月12日，苏纳克访问乌克兰，与泽连斯基签署新的英乌安全合作协议，承诺向乌克兰提供25亿英镑的军事援助，包括远程导弹、炮弹、防空和海上安全，此外还将花费2亿英镑购买军用无人机，这将使英国成为向乌克兰运送无人机最多的国家。

#### 以色列—哈马斯战争

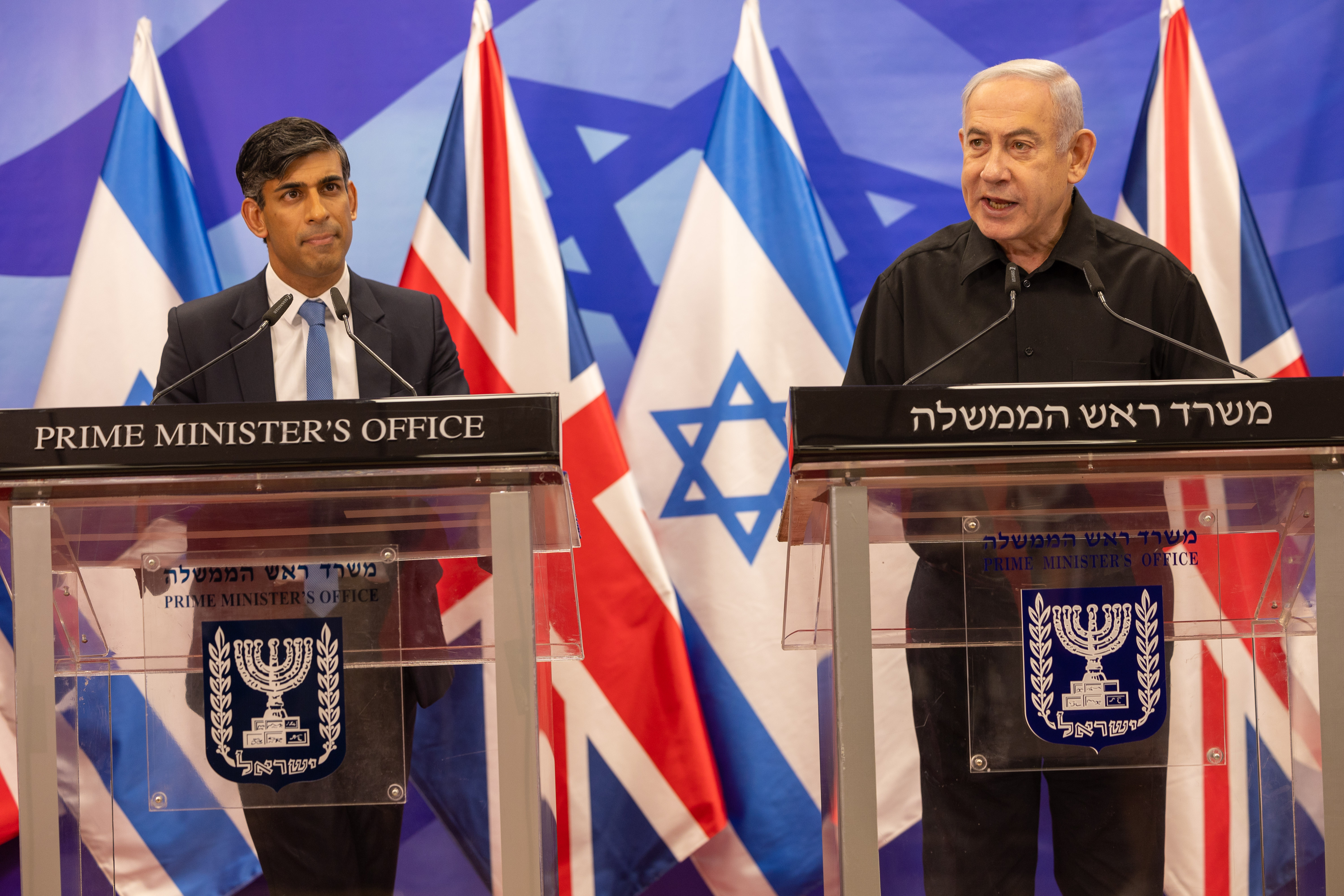
苏纳克与以色列总理本雅明·内塔尼亚胡于2023年10月19日在耶路撒冷会面。

2023年10月，哈马斯突然对以色列发动袭击，最终演变成以色列—哈马斯战争，并加剧了加沙地带的人道主义危机。苏纳克承诺英国将支持以色列，并宣称以色列“擁有绝对自卫权”。苏纳克還呼吁以色列和哈马斯暂時停火，以便将援助物資运送至加沙，苏纳克最初拒绝讓以色列和哈马斯全面停火，因为他认为这只会讓哈马斯獲益。后來苏纳克谴责加沙平民因戰爭伤亡惨重，并呼吁实现“可持续停火”，将所有以色列人质送回以色列，停止针对以色列的袭击，并允许人道主义援助进入加沙。他稱英國政府支持两国方案作为解决冲突的方法。
当国际刑事法院检察官卡里姆·艾哈迈德·汗宣布将寻求以战争罪起诉以色列总理本雅明·内塔尼亚胡时，苏纳克批评此举“无益”，并指责他将以色列和哈马斯在道德上相提并论。

### 2024年大选

2024年5月22日，苏纳克宣布解散国会。

2024年5月22日，苏纳克宣布他已获得国王御准解散国会，并于2024年7月4日举行大选。虽然苏纳克可以等到2024年12月再宣布大选，但他表示之所以决定在这个日期举行大选，是因为他相信经济正在改善，而且“通胀和净移民数字下降将强化保守党‘坚持计划’的竞选口号”。
由于早前的派对门事件以及特拉斯内阁的無能，導致保守党的支持率下滑，苏纳克试图通过稳定经济、卢旺达庇护计划、进一步加强国家养老金和引入国民服务等竞选活动来重塑保守党的声誉。他于6月11日发布了保守党宣言《清晰计划。大胆行动。保障未来》，谈到经济、税收、福利、扩大免费儿童保育、教育、医疗保健、环境、能源、交通和犯罪等问题。2024年6月6日，诺曼底登陆80周年纪念日期間，苏纳克因提早离场接受采访而受到包括来自老兵的严厉批评，次日，苏纳克发表道歉声明。
2024年7月4日，在野黨工黨取得壓倒性勝利，而保守黨則慘敗，取得約121席，但辛偉誠本人則成功保住議席。7月5日，辛偉誠承認敗選。在向国王递交辞呈之前，苏纳克发表了作为首相的最后一次演讲，他向保守党选民和候选人就该党的惨败表示道歉，并宣布一旦选出新领导人，他将辞去党魁职务。他还对即将上任的首相基尔·斯塔默表示支持，称他是“一个正派、有公共精神的人”，并尊重他，希望他能成功。

## 卸任后

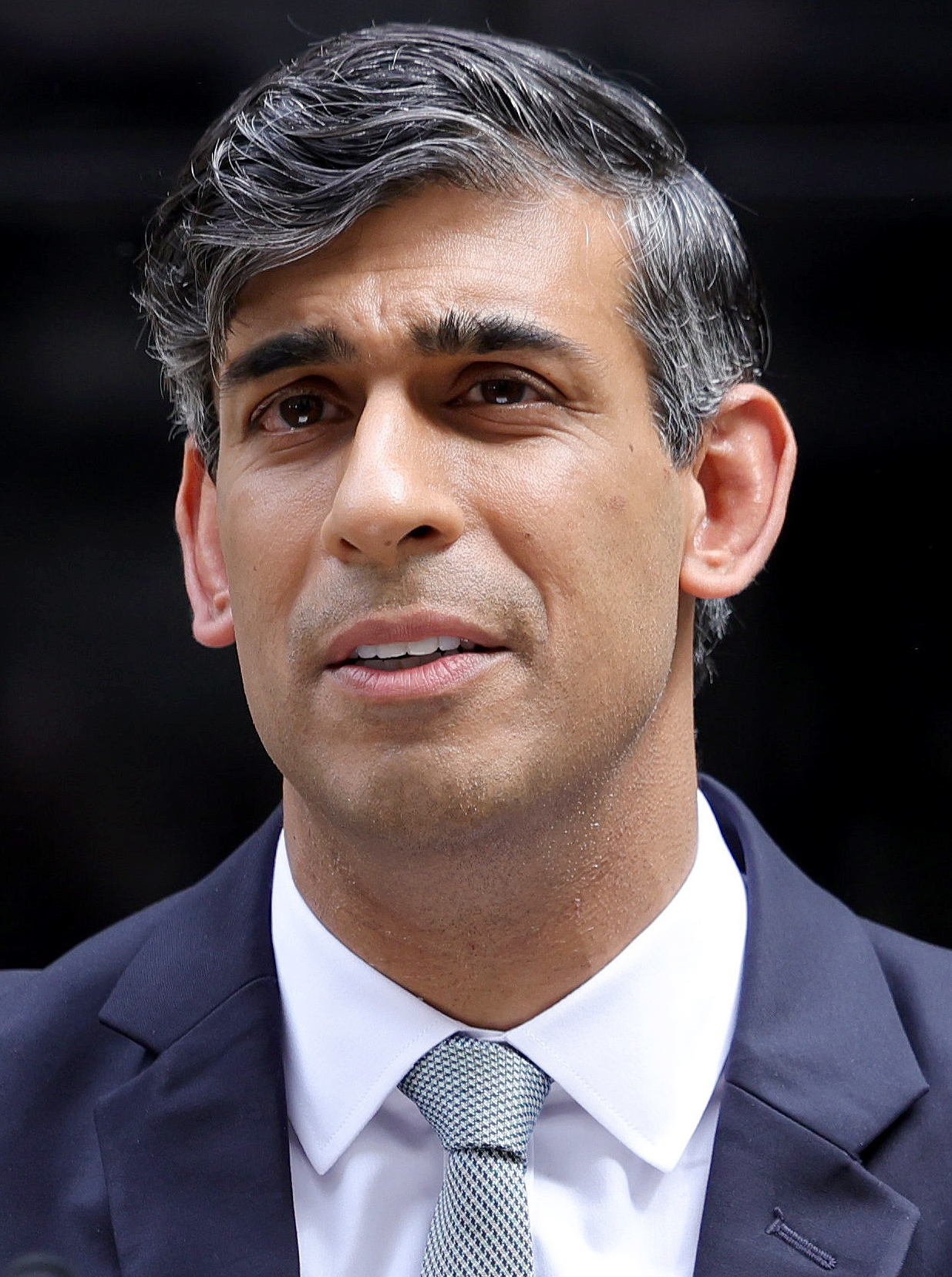
2024年的苏纳克

### 反对党领袖（2024年7月至11月）

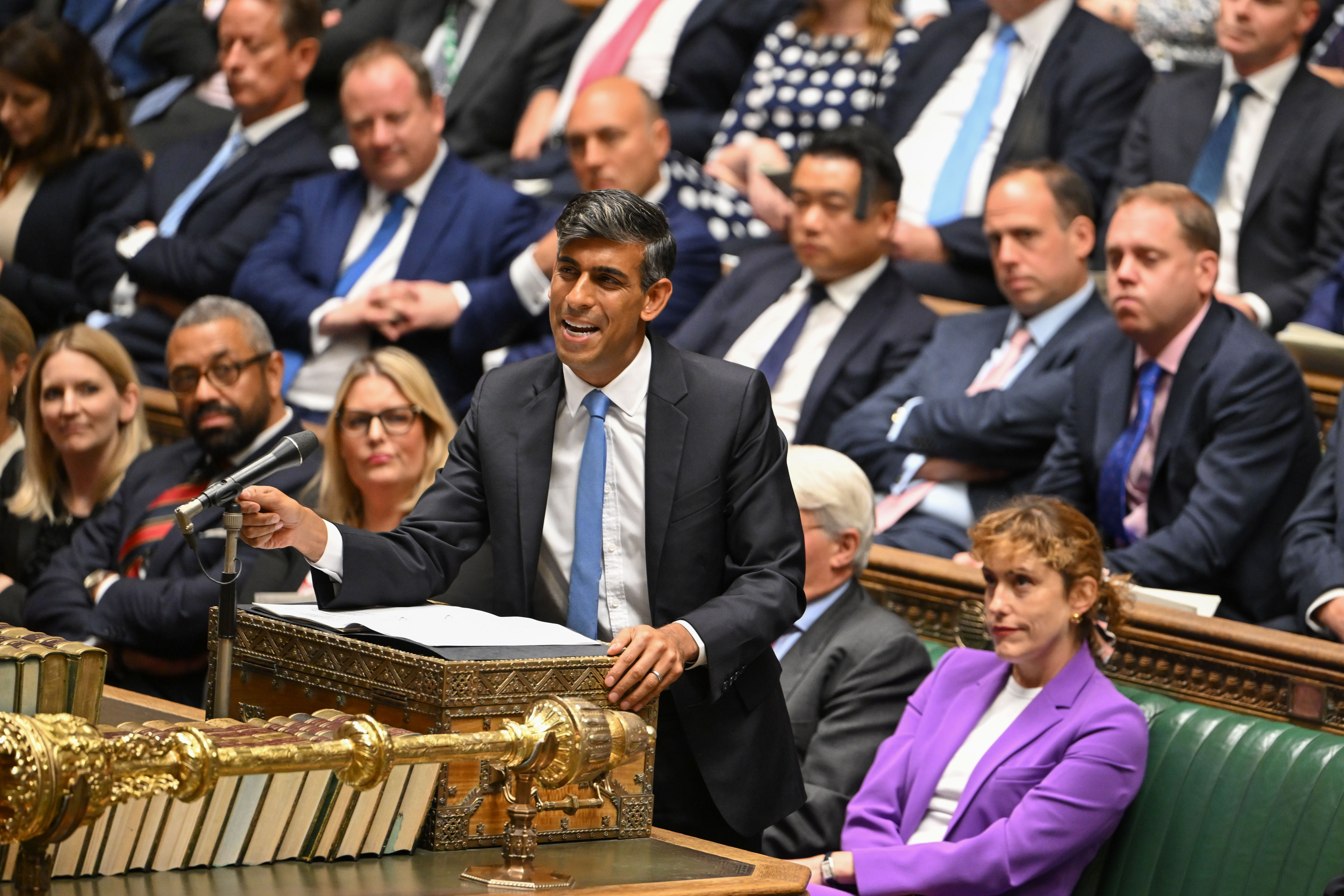
2024年9月4日苏纳克在首相答問環節中发言

斯塔默接替苏纳克出任首相后，苏纳克随即成为反对党领袖，并于7月8日组建影子内阁。
原苏纳克内阁中的大多数成员都担任了在影子内阁相同的职务，包括原财政大臣杰里米·亨特成为影子财政大臣和原内政大臣詹姆斯·克莱弗利成为影子内政大臣。原外交大臣戴维·卡梅伦选择退出政坛，由他的副手安德鲁·米切尔担任影子外交大臣。
苏纳克还任命或調整了内阁成員接替在选举中失去席位的内阁大臣，其中包括爱德华·阿格和海伦·沃特利。前者在原司法大臣亚历克斯·乔克失去席位后成为影子司法大臣，后者在原交通大臣马克·哈珀失去席位后成为影子交通大臣。
11月2日，凯米·巴德诺赫在党魁选举中击败罗伯特·詹里克成为党魁。苏纳克正式卸下党魁及反对党领袖一职。

## 個人生活
苏纳克在2009年8月娶印孚瑟斯共同創始人之一纳拉亚纳·穆尔蒂的女兒阿克莎塔·穆蒂為妻子。他們二人在史丹佛大學首次相遇，現在有兩個女兒。苏纳克是印度教的教徒，而他自2017年起在英國下議院以《薄伽梵譚》進行宣誓。苏纳克曾為東倫敦科學學校的學校董事。苏纳克是英格蘭超級足球聯賽球隊修咸頓的球迷，他表示如果自己沒有從政，他想執教修咸頓。在同一訪問中，苏纳克表示他喜歡電影《星球大戰》系列。

## 財產
辛偉誠是首位入選英國富豪榜的英國政治家。他與妻子的財產總額有7.3億英鎊，比英王查理斯三世與皇后卡米拉還要多。他擁有的四大物業座落世界不同地方，總值1500萬英鎊
，是英國歷來最富有的首相。

## 軼聞
苏纳克在擔任財政大臣並宣讀他的首份財政預算案後，成為了英國媒體追逐的對象。天空新闻台主播莊拿芬·森姆斯於2020年3月13日表示，製作團隊在製作節目時為了配合旁白中提到的「綠色預算」（Green budget），刻意把他走出官邸的片段中他手上的紅色文件夾的顏色在鏡頭前變成綠色。此舉成功在世界各地引起話題，其中更有部分网民一度將畫面聯繫到攝影機的濾鏡的效果與藍黑白金裙事件。
2022年4月12日，苏纳克與前首相鮑里斯·強生夫婦一同遭到罚款50英镑，因苏纳克在2020年6月擔任財政部長時，違反防疫規定參加強生的生日聚会。這是苏纳克政治生涯第一次被罚款。
2023年1月，苏纳克近日在Instagram上發佈一則长约一分钟的影片，他坐在一輛行驶中的汽车後座拍攝影片說明政府新一輪的开支，但未繫安全带。警方调查后向苏纳克发出定额罚款通知书。唐寧街10号表示，苏纳克承认自己犯下了错誤並道歉，将会缴交罚款。根据英国法規，乘客未繫安全带罚款100英镑（约合人民币817元）。如果案件上法庭处理，罚款則会增加到500英镑。苏纳克拍影片時，正前往蘭開夏郡旅行，而這已是苏纳克政治生涯第二次被罚款，也是继前首相鮑里斯·強生之後，第二位违法的在任英国首相。

## 外部連結
- 個人網站 （页面存档备份，存于）
- 英国的個人檔案
- 公鞭記載的投票紀錄
- TheyWorkForYou記載的紀錄

| 政党职务                       | 政党职务                                      | 政党职务               |
| ------------------------------ | --------------------------------------------- | ---------------------- |
| 前任者： 莉兹·特拉斯           | 英国保守党领袖 2022年至今                     | 現任                   |
| 官衔                           |                                               |                        |
| 大不列颠及北爱尔兰联合王国国会 |                                               |                        |
| 前任者： 夏偉林                | 列治文（約克郡）國會選區下議院議員 2015年至今 | 現任                   |
| 官衔                           |                                               |                        |
| 前任者： 伊丽莎白·特拉斯       | 財政部首席秘書 2019年至2020年                 | 繼任者： 史提芬·巴克萊 |
| 前任者： 薩吉德·賈偉德         | 財政大臣 2020年至2022年                       | 繼任者： 纳齐姆·扎哈维 |
| 前任者： 莉兹·特拉斯           | 英國首相 2022年至2024年                       | 繼任者： 施紀賢        |

1. ↑  代理：2024年07月24日—2024年11月2日